# امید حامدی‌فر
امید حامدی‌فر (زادهٔ ۲۹ مرداد ۱۳۷۹) بازیکن فوتبال اهل ایران است که برای باشگاه فوتبال گل‌گهر سیرجان در لیگ برتر خلیج فارس بازی می‌کند.

## سابقه باشگاهی

### صنعت نفت آبادان
حامدی فر که در تیم‌های پایه فولاد خوزستان بازی میکرد و محصول آکادمی این باشگاه بود در تاریخ ۴ تیر ۱۳۹۸ با قراردادی سه ساله به صنعت نفت آبادان پیوست.وی پس از اتمام قرارداد سه ساله اش با صنعت نفت آبادان از این تیم جدا شد.

### استقلال
امید حامدی‌فر در تاریخ ۷ تیر ۱۴۰۱ با عقد قراردادی دوساله به استقلال پیوست.اما پس از یک فصل حضور در استقلال،او در شهریورماه ۱۴۰۲ برای خالی شدن لیست بازیکنان باشگاه استقلال توسط جواد نکونام کنار گذاشته شد اما پس از ناتوانی باشگاه استقلال و علی خطیر در جذب بازیکن جدید به این تیم بازگشت.

### گل‌گهر سیرجان
حامدی‌فر در تاریخ ۸ مرداد ۱۴۰۳ با عقد قراردادی به باشگاه فوتبال گل‌گهر سیرجان پیوست.

## آمار

### باشگاهی
| باشگاه         | دسته           | فصل            | لیگ برتر | لیگ برتر | جام حذفی | جام حذفی | آسیا | آسیا | سوپر جام | سوپر جام | مجموع | مجموع |
| باشگاه         | دسته           | فصل            | بازی     | گل       | بازی     | گل       | بازی | گل   | بازی     | گل       | بازی  | گل    |
| -------------- | -------------- | -------------- | -------- | -------- | -------- | -------- | ---- | ---- | -------- | -------- | ----- | ----- |
| صنعت نفت       | لیگ برتر       | ۹۹–۱۳۹۸        | ۴        | ۰        | ۰        | ۰        | –    | –    | –        | –        | ۴     | ۰     |
| صنعت نفت       | لیگ برتر       | ۱۴۰۰–۱۳۹۹      | ۱۴       | ۰        | ۱        | ۰        | –    | –    | –        | –        | ۱۵    | ۰     |
| صنعت نفت       | لیگ برتر       | ۰۱–۱۴۰۰        | ۲۱       | ۱        | ۱        | ۰        | –    | –    | –        | –        | ۲۲    | ۱     |
| مجموع صنعت نفت | مجموع صنعت نفت | مجموع صنعت نفت | ۳۹       | ۱        | ۲        | ۰        | –    | –    | –        | –        | ۴۱    | ۱     |
| استقلال        | لیگ برتر       | ۰۲–۱۴۰۱        | ۱۰       | ۰        | ۳        | ۰        | –    | –    | ۰        | ۰        | ۱۳    | ۰     |
| استقلال        | لیگ برتر       | ۰۳–۱۴۰۲        | ۲۲       | ۰        | ۱        | ۰        | –    | –    | –        | –        | ۲۳    | ۰     |
| مجموع استقلال  | مجموع استقلال  | مجموع استقلال  | ۳۲       | ۰        | ۴        | ۰        | ۰    | ۰    | ۰        | ۰        | ۳۶    | ۰     |
| مجموع آمار     | مجموع آمار     | مجموع آمار     | ۷۱       | ۱        | ۶        | ۰        | ۰    | ۰    | ۰        | ۰        | ۷۷    | ۱     |

|-
|  ۰۴ ۱۴۰۳ 

## افتخارات
استقلال
- سوپر جام فوتبال ایران (۱): ۱۴۰۱[۱۳]
- جام حذفی فوتبال ایران (۱): ۰۲–۱۴۰۱ (نایب قهرمان)
- لیگ برتر فوتبال ایران (۱): ۰۳–۱۴۰۲ (نایب قهرمان)

تیم ملی امید ایران
- جام زیر ۲۳ سال غرب آسیا(۱): ۲۰۲۳ (نایب قهرمان)